# David Frick
David Gilius Frick,  född 7 mars 1823 i Malmö, död 26 september 1901, var en svensk godsägare. 
Frick, som var son till handlanden Thomas Frick, ärvde 1867, som enda barn, hela faderns förmögenhet, vilken innefattade kontanta penningar, stora fastigheter vid Södra Tullgatan i Malmö samt egendomarna Katrinetorp i Bunkeflo socken och Alstadgården i Fru Alstads socken och en egendom i Västergötland. Han var uppfostrad till att överta faderns handelsverksamhet, men ägnade sig främst vården och förvaltningen av de ärvda egendomarna. Han var dock starkt konservativ och skötte dessa på samma sätt som fadern, i strid mot samtida principer på lantbruksområdet. Till skillnad från fadern uppvisade han dock stor välvilja mot sina underlydande. Frick, som uppfattades som en mycket originell personlighet, använde också sin stora förmögenhet till en mycket omfattande, men ofta allt för oplanerad, välgörenhet. Efter honom har uppkallats Fricks trädgård vid Katrinetorps gård, till vilken han anses ha varit den främste upphovsmannen. David Frick är begravd på Gamla kyrkogården i Malmö.